# Richard von Bienerth-Schmerling

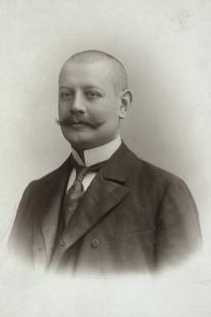
Richard von Bienerth-Schmerling

Graaf Richard von Bienerth-Schmerling (Verona, 2 maart 1863 - Wenen, 3 juni 1918), tot 1915 baron von Bienerth, was een Oostenrijks staatsman.

## Biografie
Hij was de zoon van de Oostenrijkse veldmaarschalk-luitenant Karl von Bienerth (1825–1882) en langs moederszijde een kleinzoon van Anton von Schmerling (1805−1893).
In 1884 trad hij in staatsdienst in het bestuur van Stiermarken en koos vanaf 1886 voor een loopbaan als ambtenaar op het ministerie van Onderwijs in Wenen. Van 1899 tot 1905 was hij vicevoorzitter van de Neder-Oostenrijkse scholeninspectie. Hij nam in september 1905 als "eerste sectiechef" (cfr. directeur-generaal) het bestuur van het onderwijsministerie over onder minister Gautsch. Deze functie oefende hij ook uit onder de kortstondige regering van Konrad zu Hohenlohe-Schillingsfürst.
Bienerth was minister van Binnenlandse Zaken in de regering van baron Beck van juni 1906 tot november 1908. In deze hoedanigheid werkte hij aan een hervorming van het kiesstelsel, meer specifiek de invoering van het algemeen mannelijk stemrecht, die baron Gautsch niet had kunnen verwezenlijken. Na Becks aftreden stelde keizer Frans Jozef I hem aan als minister-president, een functie die hij uitoefende van november 1908 tot juni 1911. Bij de Rijksraadverkiezingen van 1911 verloor de regering haar parlementaire meerderheid echter, waarna Bienerth zijn ambt neerlegde. Nadien werd hij benoemd tot gouverneur van Neder-Oostenrijk, als opvolger voor Erich von Kielmansegg. Hoewel hij aan een ongeneselijke ziekte leed, bleef hij in functie tot november 1915. Toen hij echter toch ontslag nam als gouverneur, kende de keizer hem de titel van graaf toe.
Beust · K. von Auersperg · Taaffe · Plener · Hasner von Artha · Potocki · Hohenwart · Holzgethan · A. von Auersperg · Stremayr · Taaffe · Windisch-Graetz · Kielmansegg · Badeni · Gautsch von Frankenthurn · Thun ·  Clary-Aldringen · Wittek · Koerber · Gautsch von Frankenthurn · Hohenlohe-Schillingsfürst · Beck · Bienerth-Schmerling · Gautsch von Frankenthurn · Stürgkh · Koerber · Clam-Martinic · Seidler von Feuchtenegg · Hussarek von Heinlein · Lammasch